# Gypsonoma gymnesiarum
Gypsonoma gymnesiarum is een vlinder uit de familie bladrollers (Tortricidae). De wetenschappelijke naam is voor het eerst geldig gepubliceerd in 1934 door Rebel.
De soort komt voor in Europa.